# Kamen Rider Ghost
Kamen Rider Ghost (仮面ライダーゴースト, Kamen Raidā Gōsuto) est une série télévisée japonaise de type Tokusatsu. Elle est la vingt-sixième série de la franchise et la dix-septième de l'ère Heisei.

## Résumé
Takeru Tenkūji, dont le père est un chasseur de fantômes décédé dix ans plus tôt, meurt assassiné par un monstre démoniaque du nom de Ganma (眼魔, littéralement "Démon à l'œil") en essayant de protéger son amie Akari Tsukimura d'une attaque. Un mystérieux ermite ramène Takeru à la vie et lui confie la ceinture appelée Ghost Driver et un Eye Con (眼魂（アイコン） Aikon).
L'ermite explique à Takeru qu'il a quatre-vingt dix-neuf jours pour rassembler les quinze Eyecons restants afin de le ramener définitivement à la vie, et il doit affronter Ganma en tant que Kamen Rider Ghost pour les obtenir. Il est assisté du prêtre Shinto Onari, qui aidait son père dans sa tâche de chasseur de fantômes, tout comme Akari, l'ami d'enfance de Takeru qui tente de trouver des explications plus scientifiques à leurs rencontres surnaturelles. Sur son chemin, il rencontre Makoto Fukami, un autre détenteur d'un Ghost Driver qui peut se transformer en Kamen Rider Specter (仮面ライダースペクター Kamen Raidā Supekutā), et les Ganma dirigés par Alan et son mystérieux mécène.
Le héros de Kamen Rider Ghost utilise des accessoires sur le thème des yeux appelés Eyecons (眼魂（アイコン） Aikon, literally "Yeux de l'Ame") pour se transformer et invoquer les esprits des personnages historiques comme Miyamoto Musashi, Thomas Edison et Isaac Newton pour lui donner de nouveaux pouvoirs.

## Distribution
- Takeru Tenkūji (天空寺 タケル, Tenkūji Takeru?): Shun Nishime (西銘 駿, Nishime Shun?)
- Akari Tsukimura (月村 アカリ, Tsukimura Akari?): Hikaru Ohsawa (大沢 ひかる, Ōsawa Hikaru?)
- Makoto Fukami (深海 マコト, Fukami Makoto?): Ryosuke Yamamoto (山本 涼介, Yamamoto Ryōsuke?)
- Onari (御成?): Takayuki Yanagi (柳 喬之, Yanagi Takayuki?)
- L'Homme Mystérieux (謎の男, Nazo no otoko?): Yoshiyuki Morishita (森下 能幸, Morishita Yoshiyuki?)
- Aran (アラン?): Hayato Isomura (磯村 勇斗, Isomura Hayato?)
- Ermite (仙人, Sennin?): Naoto Takenaka (竹中 直人, Takenaka Naoto?)
- Shibuya (シブヤ?): Takuya Mizuguchi (溝口 琢矢, Mizoguchi Takuya?)
- Narita (ナリタ?): Reo Kansyuji (勧修寺 玲旺, Kanshūji Reo?)
- Yasushi Onodera (小野寺 靖, Onodera Yasushi?): Yasuomi Sano (佐野 泰臣, Sano Yasuomi?)
- Ryu Tenkuji (天空寺 龍, Tenkūji Ryū?): Kazuhiko Nishimura (西村 和彦, Nishimura Kazuhiko?)
- Yurusen (ユルセン?, Voix): Aoi Yūki (悠木 碧, Yūki Aoi?)